# Kitesch

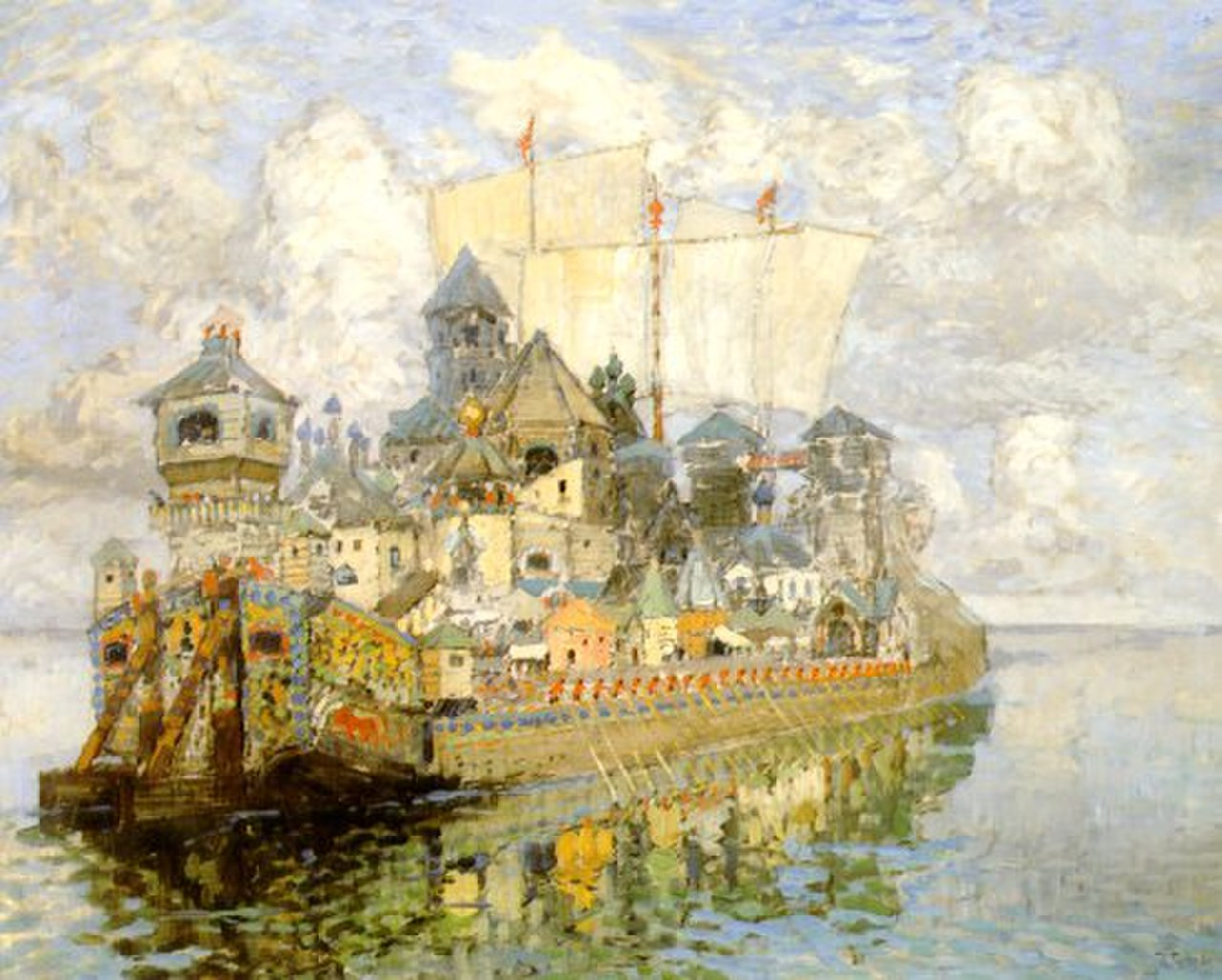
Konstantin Gorbatow (1876–1945): Die unsichtbare Stadt Kitesch (1913)

Kitesch (russisch Ки́теж) war eine legendäre Stadt in der heutigen Oblast Nischni Nowgorod in Russland.

## Die Legende
Die Legende besagt, dass Juri II., Großfürst von Wladimir zuerst die Stadt Maly Kitesch (Klein Kitesch) an der Wolga erbaute – das heutige Krasny Cholm. Manchmal wird Maly Kitesch auch falsch mit Gorodez identifiziert, welches ungefähr 30 Jahre vor Juris Geburt gegründet wurde. Später überschritt der Fürst die Flüsse Usola, Sanda und Kerschenez und fand ein herrliches Stückchen Erde an den Ufern des Swetlojar-Sees östlich des heutigen Semjonow, wo er sich entschied, die Stadt Bolschoi Kitesch (Groß-Kitesch) zu gründen. Es wird allgemein angenommen, dass der Name der Stadt von der im Jahr 1237 von den Tataren geplünderten königlichen Residenz Kidekscha (nahe Susdal) herrührt.
Nachdem Batu Khan einen Teil von Russland erobert hatte, hörte er von Kitesch und befahl seine Armee dorthin. Maly Kitesch wurde von den Tataren schnell erobert, und Juri war gezwungen, sich nach Bolschoi Kitesch zurückzuziehen. Ein Gefangener verriet den Tataren den geheimen Weg zum Swetlojar-See. Die Armee der goldenen Horde verfolgte Juri und erreichte bald die Mauern der Stadt. Zur Überraschung der Tataren hatte die Stadt keinerlei Festungen oder ähnliches. Die Einwohner hatten niemals in Erwägung gezogen, sich verteidigen zu müssen, und begannen, inbrünstig um eine Rettung durch Gott zu beten. Als die Tataren dies sahen, begannen sie ihre Attacke, mussten aber unvermittelt stoppen. Rund um sie herum begannen plötzlich unzählige Wasserfontänen aus der Erde zu sprudeln. Die Angreifer mussten zurückweichen und konnten nur mit ansehen, wie die Stadt in einem See versank. Das letzte, was sie sahen, war das Kreuz auf der Kuppel der Kathedrale. Kurz darauf waren nur noch Wellen zu sehen.
Diese Legende gab den Anstoß für unzählige Gerüchte, welche bis heute weiterleben. Es wird erzählt, dass nur solche, die rein im Herzen und in der Seele sind, den Weg nach Kitesch finden können (ironischerweise heißt die Straße zum See immer noch „Батыева тропа“, Batus Pfad). Auch heißt es, dass bei ruhigem Wetter manchmal die anklagenden Glockenspiele und der Gesang der Einwohner aus dem Swetlojar-See zu hören seien. Einige sagen, dass die Frömmsten das Licht religiöser Prozessionen (russisch крёстный ход, krjostny chod) und sogar Gebäude am Grund des Sees sehen können. Deshalb wird der Swetlojar-See manchmal das „russische Atlantis“ genannt.

## Kitesch in Kunst und Wissenschaft
Nikolai Rimski-Korsakows Oper Die Legende von der unsichtbaren Stadt Kitesch und von der Jungfrau Fewronija (Premiere 1906 in Sankt Petersburg)
Die Stadt wird in vielen Werken der russischen Literatur genannt, so in einem Gedicht von Anna Achmatowa, in einer Erzählung von Wladimir Tendrjakow und in einer Novelle von Arkadi und Boris Strugazki.
Sowjetische Antarktisforscher von der Bellingshausen-Station auf King George Island nannten einen See in der Nähe ihrer Station Lake Kitezh.
In dem Werner-Herzog-Dokumentationsfilm Glocken aus der Tiefe aus dem Jahre 1993 spielt der Mythos um die Stadt Kitesch eine Rolle.
Der Asteroid (4188) Kitezh ist nach der Stadt benannt.
Koordinaten: 56° 49′ 9″ N, 45° 5′ 30″ O
Im Spiel Rise of the Tomb Raider aus dem Jahr 2015 ist Kitesch ein Schauplatz der Handlung.